# Kim Un-yong
Kim Un-yong o Un Yong Kim (19 de marzo de 1931 – 3 de octubre de 2017) fue un dirigente deportivo surcoreano, vicepresidente del Comité Olímpico Internacional y presidente fundador de la Federación Internacional de Taekwon-Do. Kim Un-yong fue elegido presidente de la Asociación Coreana de Taekwondo el 23 de enero de 1971.

## Biografía
Recibió un doctorado en ciencias políticas en 1963 por la Universidad Yonsei. Fue elegido presidente de la Asociación Coreana de Taekwondo el 23 de enero de 1971. Aunque inicialmente rechazó el puesto debido a los continuos conflictos dentro de la organización, el gobierno coreano le pidió que aceptara y limpiara la asociación.
Creyendo que el Taekwondo era un arte marcial coreano y que su organismo rector debía tener su sede en Corea, . Kim disolvió la relación entre la Asociación Coreana de Taekwondo y la Federación Internacional de Taekwondo.
En 1973, se creó la Federación Internacional de Taekwon-Do y Kim fue elegido como su primer presidente. Kim jugó un papel determinante para que el Taekwondo se convirtiera en deporte de exhibición en los Juegos Olímpicos de Seúl de 1988.
En 2004, fue arrestado Fue arrestado por cargos de malversación de fondos y soborno y sentenciado a dos años y medio de prisión.
Otros cargos de Kim fueron el del presidente del Comité Olímpico Coreano, presidente del Comité organizador de los Juegos Asiáticos de Pusan 2002, presidente de la Asociación Coreana de Taekwondo, presidente de la Sede Mundial de Taekwondo (Kukkiwon), embajador en misión especial del Ministerio de Asuntos Exteriores y Comercio, copresidente del Comité de Reconstrucción de Corea y, a nivel internacional, fue presidente de GAISF, miembro de la junta ejecutiva del COI, presidente de la Comisión de Radio y Televisión del COI y presidente de la Federación Mundial de Taekwondo.
Kim se retiró de la presidencia en 2004, relevado por Chungwon Choue.